# Maximilian Haedicke
Maximilian Haedicke (* 1967) ist ein deutscher Rechtswissenschaftler. Seit April 2005 ist er Inhaber des Lehrstuhls für Geistiges Eigentums am Institut für Wirtschaftsrecht der Universität Freiburg und seit Juni 2023 Richter am Einheitlichen Patentgericht.

## Leben
Haedicke studierte in München, Genf und Washington D.C. (LL.M. Georgetown 1995, New York Bar Exam 1995). Anschließend war er Wissenschaftlicher Referent am Max-Planck-Institut in München, wo er das US-Referat leitete. Anschließend arbeitete er als Rechtsanwalt mit Spezialisierung auf das Recht des geistigen Eigentums, das Wettbewerbsrecht und das Recht der Informationstechnologie. Zwischen 2007 und 2011 war er außerdem Visiting Professor an der National Law School of India in Bangalore, an der National University of Juridical Sciences in Kolkata und an der NALSAR University in Hyderabad. Er ist Honorarprofessor an der WB National University of Juridical Sciences, Kolkata.
Seit 2003 ist Haedicke Professor an der Rechtswissenschaftlichen Fakultät der Albert-Ludwigs-Universität Freiburg.
Von Juni 2011 bis März 2017 war Haedicke Richter im auf Patentrecht spezialisierten zweiten Zivilsenat des Oberlandesgerichts Düsseldorf.
Seit 2008 ist er Schriftführer des Patentausschusses der Deutschen Vereinigung für Gewerblichen Rechtsschutz und Urheberrecht (GRUR) und seit 2015 auch des GRUR-Fachausschusses Biotechnologie.
Im Oktober 2022 wurde er zum Richter in der Zentralkammer Paris des Einheitlichen Patentgerichts ernannt.

## Werk

### Monografien
- Patentrecht, Carl Heymanns Verlag, Köln/München, 6. Aufl. 2022.
- Patente und Piraten, C. H. Beck, München, 2011.
- Rechtskauf und Rechtsmängelhaftung – Forderungen, Immaterialgüterrechte und sonstige Gegenstände als Kaufobjekte und das neue Schuldrecht, Mohr/Siebeck, Tübingen 2003.
- Urheberrecht und die Handelspolitik der Vereinigten Staaten von Amerika, C.H. Beck, München 1997.

### Herausgebertätigkeit
- Patent Law – A Handbook (mit H. Timmann), C.H. Beck/Hart/Nomos, München/Oxford/Baden-Baden, 2014.
- Handbuch des Patentrechts (mit H. Timmann), C.H. Beck, München, 2. Aufl. 2020.
- Heymanns Schriften zum Patentrecht (mit H. Zech), Carl Heymanns Verlag, Köln.
- Perspektiven des Geistigen Eigentums und Wettbewerbsrechts - Festschrift für Gerhard Schricker zum 70. Geburtstag, C.H. Beck, München 2005.
- Mitherausgeber der Schriften zum deutschen, europäischen und internationalen Recht des Geistigen Eigentums und Wettbewerbs.